# Postdemokratie
Der Begriff Postdemokratie wurde maßgeblich geprägt und verbreitet durch Jacques Ranciere, Sheldon Wolin (2001) und 2004 durch Colin Crouch in seinem gleichnamigen Werk. Der Begriff Postdemokratie fand ab den 1990er Jahren in den Sozialwissenschaften vermehrt Verwendung, um eine aktuelle generelle Veränderung demokratischer Systeme zu erfassen. Grundthese ist, dass es eine endogene Erosion tatsächlicher politischer Partizipation gibt zugunsten einer lediglich dargestellten Demokratie (Fassadendemokratie), auch indem Wahlen zu einem formalen und für die politische Praxis folgenlosen Verfahren werden. Ideengeschichtlich gibt es zahlreiche Denker, die ebensolche postdemokratischen Tendenzen beschreiben, jedoch noch ohne die Begrifflichkeit zu nutzen, wie etwa Alexis de Tocqueville, Hannah Arendt oder Charles Taylor.

## Erste Verwendungen des Begriffs durch Rancière und Wolin
Jacques Rancière führte den Begriff Postdemokratie Mitte der 1990er Jahre in die Politische Philosophie ein. Damit meinte er eine Form des Verfalls der Demokratie, wie sie in westlichen Gesellschaften vorzufinden sei. Geblieben sei nur noch eine formelle Demokratie ohne Demos. In einer solchen Demokratie sei der Raum, in dem es früher politische Auseinandersetzungen gegeben habe, restlos verwaltet und von wissenschaftlicher Erkenntnis, ökonomischer Notwendigkeit und rechtlicher Regelung ausgefüllt. Daher könne man sie auch als konsensuelle Demokratie bezeichnen. Mit Konsens meinte Rancière jedoch nicht Übereinstimmungen zwischen konkurrierenden Akteuren, sondern lediglich die Abwesenheit politischen Widerstreits. Auf Basis dieser Annahmen entwickelten Chantal Mouffe und Slavoj Žižek den Begriff Post-Politik.
Sheldon Wolin prophezeit 2001 im letzten Kapitel seines Buchs Tocqueville Between Two Worlds: The Making of a Political and Theoretical Life, das mit Postdemokratie überschrieben ist, die Demokratie sehe gegenwärtig dem Schicksal entgegen, das die Aristokratie zu Lebzeiten Tocquevilles erlebte. Postdemokratie sei ein demokratischer Despotismus. Es gehe dabei um eine Gesellschaft von Individuen, die sich mit einem Leben ohne jede politische Verantwortung abgefunden hätten und deren Motto sei: „geführt werden, sich aber gleichzeitig frei fühlen.“ Daher falle die despotische Beherrschung milder aus als in traditionellen totalitären Regimen, erstrecke sich aber auf mehr Bereiche. In einem späteren Buch nennt Wolin diese Regierungsform Inverted Totalitarianism (deutsch: Umgekehrter Totalitarismus).

## Colin Crouchs Definition
Colin Crouch definiert eine idealtypische Postdemokratie als

„ein Gemeinwesen, in dem zwar nach wie vor Wahlen abgehalten werden […], in dem allerdings konkurrierende Teams professioneller PR-Experten die öffentliche Debatte während der Wahlkämpfe so stark kontrollieren, daß sie zu einem reinen Spektakel verkommt, bei dem man nur über eine Reihe von Problemen diskutiert, die die Experten zuvor ausgewählt haben. Die Mehrheit der Bürger spielt dabei eine passive, schweigende, ja sogar apathische Rolle, sie reagieren nur auf die Signale, die man ihnen gibt.“

Seine idealtypische Definition der Demokratie „setzt voraus, daß sich eine sehr große Zahl von Menschen lebhaft an ernsthaften politischen Debatten und an der Gestaltung der politischen Agenda beteiligt und nicht allein passiv auf Meinungsumfragen antwortet; daß diese Menschen ein gewisses Maß an politischem Sachverstand mitbringen und sie sich mit den daraus folgenden politischen Ereignissen und Problemen beschäftigen.“
Vorangetrieben werde die Entwicklung zur Postdemokratie durch den unterschiedlich hohen Vernetzungsgrad von einerseits global agierenden Unternehmen und andererseits Nationalstaaten. Crouch sieht das zentrale Problem darin, dass die Angleichung von Lohnniveaus, Arbeitnehmerrechten oder auch Umweltstandards durch zwischenstaatliche Kooperation langsamer vorangeschritten ist als die Globalisierung unternehmerischer Aktivitäten. So könnten multinationale Konzerne mit der Verlagerung von Arbeitsplätzen drohen, wenn sie beispielsweise mit Steuer- oder Arbeitsmarktsystemen nicht zufrieden sind. Diese Drohkulisse sei so wirkmächtig, dass der Einfluss von Unternehmen und Vermögenden auf Regierungsentscheidungen stärker ist als derjenige der Staatsbürger (Race to the bottom). Seine zentrale These lautet, dass sich die westlichen Demokratien dem Zustand der Postdemokratie immer mehr annähern und in der Folge der „Einfluß privilegierter Eliten“ zunimmt.

Unter anderem deswegen würden die Regierungen seit den 1980er Jahren eine neoliberale Politik verfolgen, die die Privatisierung fördert und den Bürgern mehr Selbstverantwortung aufbürdet. Crouch stellt die These auf: 

„[J]e mehr sich der Staat aus der Fürsorge für das Leben der normalen Menschen zurückzieht und zuläßt, daß diese in politische Apathie versinken, desto leichter können Wirtschaftsverbände ihn – mehr oder minder unbemerkt – zu einem Selbstbedienungsladen machen. In der Unfähigkeit, dies zu erkennen, liegt die fundamentale Naivität des neoliberalen Denkens.“

Claudia Ritzi und Gary Schaal bezeichnen Postdemokratie „in diesem Verständnis [als] eine Scheindemokratie im institutionellen Gehäuse einer vollwertigen Demokratie.“
Den Begriff Postdemokratie hält Crouch für gut geeignet, „Situationen [zu] beschreiben, in denen sich nach einem Augenblick der Demokratie Langeweile, Frustration und Desillusionierung breitgemacht haben; in denen Repräsentanten mächtiger Interessengruppen […] weit aktiver sind als die Mehrheit der Bürger […]; in denen politische Eliten gelernt haben, die Forderungen der Menschen zu manipulieren; in denen man die Bürger durch Werbekampagnen ‚von oben‘ dazu überreden muß, überhaupt zur Wahl zu gehen.“ Crouch weist explizit darauf hin, dass Postdemokratie kein nichtdemokratischer Zustand ist.

## Einzelne Kennzeichen und Aspekte nach Crouch

### Verfall politischer Kommunikation
Ein klares Kennzeichen der Postdemokratie ist nach Crouch „der Verfall der politischen Kommunikation“, hervorgerufen unter anderem durch die Werbeindustrie und die Einführung des Privatfernsehens. Die Medienunternehmen seien „heute ein Teil des kommerziellen Sektors“ und die Kontrolle über diese Medien sei „in den Händen von sehr wenigen Menschen konzentriert“. Beispiele seien Silvio Berlusconi oder Rupert Murdoch. „Die Übernahme der Methoden hat den Politikern dabei geholfen, das Problem der Kommunikation mit dem Massenpublikum zu lösen; der Demokratie selbst haben sie damit einen Bärendienst erwiesen.“

### Exklusive Privilegien der wirtschaftlichen Eliten
Ein weiterer Aspekt ist nach Crouch die „Rückkehr der politischen Privilegien für bestimmte Unternehmer – unter dem Deckmantel der Rhetorik der Marktwirtschaft und des freien Wettbewerbs.“ Nach Crouch stellt dies „das gravierendste Problem für die Demokratie dar.“
Die großen Unternehmen würden nicht mehr nur die Ökonomie beherrschen, sondern auch immer mehr die Politik und die Wissenschaft. Nach amerikanischem Vorbild konzentriere sich die Macht der Unternehmen zunehmend bei den großen Unternehmern (CEOs). Diese haben privilegierten Zugang zu den Politikern, die ihnen teilweise ihre Aktivitäten übertragen, da sie sich vor deren überlegener fachlicher Kompetenz beugen. Auch die wissenschaftliche Forschung gerät zunehmend in die Abhängigkeit von Sponsoren aus der Wirtschaft. Die Regierungen machen ihre eigene Finanzierung vom Erfolg beim Anwerben privater Sponsoren abhängig, damit gewinnen die Reichen die Möglichkeit auch die öffentlichen Gelder zu lenken.

### Nur scheinbarer Verlust von Klassen
Ein Symptom der Postdemokratie sei, dass die Überzeugung bestehe, dass „es keine sozialen Klassen“ mehr gäbe. Dies beruhe auf dem „Niedergang der traditionellen Arbeiterklasse“ und dem „fehlenden Zusammenhalt der übrigen Klassen“, obwohl in der westlichen Welt erhebliche Reichtumsunterschiede existierten.

## Konkrete Beispiele für postdemokratische Strukturen und Zusammenhänge
Für Crouch ist New Labour ein Beispiel einer „postdemokratischen Partei“. Mit der Fortsetzung des neoliberalen Kurses des Thatcherismus „verlor die Partei […] jeden Anknüpfungspunkt an bestimmte soziale Interessen“ der Arbeiterklasse. Die Ausnahme bildeten frauenspezifische Probleme (siehe auch: Der dritte Weg). In den Niederlanden gelang nach Crouch der Partij van de Arbeid ein „Beschäftigungs-‚Wunder‘“. Trotzdem gelang der Liste Pim Fortuyns 2002 ein Erfolg, der nach Crouch vermutlich darauf beruht, „daß die Niederländer den Eindruck hatten, die führenden Politiker machten zu viele Kompromisse, weswegen sie anfällig waren für die neue ‚Klarheit‘, die Fortuyn und seine Mitstreiter ihnen versprachen. Und da niemand versuchte, klassenspezifische Interessen zu artikulieren, konnte es diese ‚Klarheit‘ eigentlich nur in einer Form geben: indem man nämlich die Angehörigen der eigenen Nation oder ‚Rasse‘ gegen Immigranten und ethnische Minderheiten mobilisierte.“ Crouch führt weiter als eine typische Partei des 21. Jahrhunderts die Forza Italia Berlusconis an.
Eine klare Tendenz zu Postdemokratie ergibt sich aus der Bildung internationaler Zusammenschlüsse, innerhalb derer es noch keine gemeinsame öffentliche Diskussion und keine abgesicherten Strukturen zur Bildung eines Konsensus aufgrund demokratischen Austrags von Interessenkonflikten gibt. Ein Beispiel dafür stellt die Europäische Union dar, deren Demokratiedefizit (Demokratiedefizit der Europäischen Union) allerdings teilweise in Abrede gestellt wird. Dementsprechend werden auch politische Vorschläge, dieses Demokratiedefizit zu beseitigen, in konkreten Reformvorhaben am politischen System der EU, insbesondere im EU-Verfassungsvertrag, nicht ausreichend berücksichtigt.

## Gegentendenzen zur Postdemokratie

### Auswege nach Colin Crouch
Crouch gibt drei Ebenen an, um den anscheinend „unaufhaltsamen Kurs in Richtung Postdemokratie“ zu ändern: „Erstens mit Maßnahmen, die darauf zielen, die wachsende Dominanz der ökonomischen Eliten zu begrenzen; zweitens mit Reformen der politischen Praxis als solcher und drittens gibt es Handlungsmöglichkeiten, die den Bürgern selbst offenstehen.“ Der letzte Punkt soll „neue Identitäten“ mobilisieren, die zum Beispiel über Bürgerversammlungen den Beteiligten Handlungsmöglichkeiten geben sollen.
Die Hoffnung der Wiederbelebung der Demokratie liege in neuen sozialen Bewegungen, welche Identität für die Bürger stiften können. Diese neuen Bewegungen müssten jedoch, um erfolgreich zu sein, „postdemokratische“ Mechanismen der Lobbyarbeit für ihre Zwecke nutzen. Aber auch Parteien sollten zentrale Anknüpfpunkte für eine Revitalisierung der Demokratie bleiben. Eine kritische Begleitung und Unterstützung der Parteien ist laut Crouch notwendig für eine demokratische Wende. Dabei warnt er zugleich vor extremen Tendenzen wie „gewalttätige[n] Kampagnen für den Tierschutz, extreme[n] Fraktionen der antikapitalistischen Globalisierungsgegner, rassistische[n] Organisationen und verschiedene[n] private[n] Initiativen zur Kriminalitätsbekämpfung, deren Positionen nicht weit von Lynchjustiz entfernt sind.“ Diese neuen Bewegungen sollen „einen Beitrag zur demokratischen Vitalität“ geben und „die Politik davor […] bewahren, zu einem manipulativen Spiel unter Eliten zu verkommen.“
In einem Interview sagte Crouch 2009, dass die Obama-Bewegung „meine These von der inneren Aushöhlung der Demokratie widerlegt.“ Weiter sagte er, sei „Obama […] zwar der Kandidat der Demokratischen Partei [gewesen], aber de facto brachte ihn eine Bewegung kritischer, engagierter junger Leute ins Weiße Haus. Das ist die Hoffnung für die Zukunft.“

### Weitere Wege aus der Postdemokratie
Der Politikwissenschaftler Roland Roth schlägt eine Stärkung des bürgerschaftlichen Engagements vor allem auf der kommunalen Ebene, Rückgewinnung öffentlichen Raums durch den Staat, etwa durch eine Rekommunalisierung privatisierter Einrichtungen, sowie die Einbeziehung eher partizipationsferner Akteure vor. Daniel Reitzig weist zusätzlich auf die Möglichkeiten von Bürgergutachten, Liquid Democracy, Rückkehr zur Selbstverwaltung kleiner Verwaltungseinheiten, Ausweitung der Mitbestimmungsmöglichkeiten bereits bei Kindern und Jugendlichen sowie den Aufbau einer kritischen Gegenöffentlichkeit hin. Der Philosoph Johannes Heinrichs setzt der Postdemokratie sein Modell einer Werte- oder Volldemokratie entgegen.

## Rezeption des Begriffs und des Buches von Crouch
Jürgen Kaube kritisiert Crouchs normative Herangehensweise. So idealisiere er den fordistischen Staat und seine Gesellschaft in der Rückschau und überschätze den tatsächlichen Einfluss multinationaler Konzerne in der Gegenwart. Eine Musterdemokratie, wie Crouch sie sich wünscht, habe es nie gegeben. Crouch gibt in der Einleitung seines Buches zu, dass sein Idealtyp anspruchsvoll ist. Er verteidigt ihn jedoch mit dem Argument, das Ansetzen geringerer Maßstäbe könnte dazu führen, dass schädliche Entwicklungen übersehen werden.
Kritisiert wird von Claus Offe, dass Crouch eine „zu wenig nach einzelnen Ländern und Politikfeldern differenzierende Diagnose“ gelingt.
Paul Nolte meint, dass man die gegenwärtige Kritik von Crouch „historisch […] im Horizont einer langen Krisengeschichte [der Demokratie] verstehen“ sollte. Die heutige Demokratie des 21. Jahrhunderts habe sich weiterentwickelt. So treffe weder die „liberal-konservative Sicht“ zu noch „die linke, ,postdemokratische‘ Perspektive, weil sie den Zustand der Demokratie in ein düsteres Licht taucht, das eher resignative Einstellungen zu befördern droht.“ Nolte spricht heute von einer „multiplen Demokratie“, die reflexiv ist. „Historisch scheint eine Tendenz zur deliberativen Demokratie zu führen“.
Dirk Jörke argumentiert, dass die Beschreibung der Krise der Demokratie als Postdemokratie gedeutet werden kann oder auch als „Formwandel“ der Demokratie. Manche Kritiker „verweisen darauf, dass neue Beteiligungsverfahren wie Mediationsverfahren, Bürgerforen oder Konsensuskonferenzen zunehmen.“ Jörke hält dem entgegen, dass nur die gut ausgebildete Mittelschicht diese neuen Beteiligungsmöglichkeiten nutze, jedoch die „neuen Unterschichten“ sich daran nicht beteiligten. „Denn nicht alle Bürgerinnen und Bürger verfügen über jene Ressourcen, derer es für die erfolgreiche Partizipation an argumentativen Verfahren bedarf. Hierzu zählen neben Zeit und einer zumindest rudimentären Sachkenntnis eben auch rhetorische Fähigkeiten und ein selbstbewusstes Auftreten.“ Jörke zieht den Schluss, dass es vor allem darauf ankommt, „Formen der Mobilisierung zu entwickeln, die all jene wieder in den politischen Prozess einbeziehen, die sich in den vergangenen Jahren in Politik- und Demokratieverdruss geflüchtet haben.“
Von Claudia Ritzi stammt die erste systematische Untersuchung zum postdemokratischen Formenwandel der Öffentlichkeit, gleichermaßen aufbauend auf Crouch, Rancière und Wolin.